# Heinz Fellhauer
Heinz Fellhauer (* 8. April 1928 in Stuttgart) ist ein deutscher Jurist. Er war von 1980 bis 1981 und von 1987 bis 1989 Intendant der Deutschen Welle.

## Leben
Heinz Fellhauer studierte Rechtswissenschaften an der Eberhard Karls Universität Tübingen. Er wurde hier 1949 Mitglied der katholischen Studentenverbindung AV Guestfalia Tübingen im CV. 1955 wurde er mit der Arbeit Die internationalen Organisationen auf dem Gebiet des Eisenbahnwesens und ihre Bedeutung für die Vereinheitlichung des Eisenbahn- und Beförderungsrechts an der Universität Tübingen promoviert.
Heinz Fellhauer, seit 1962 Verwaltungsdirektor des Senders, wurde Übergangsintendant nach dem plötzlichen Tod von Conrad Ahlers für die Zeit vom 19. Dezember 1980 bis 30. Juni 1981. Nach Einigung des Rundfunkrates wurde Klaus Schütz, ehemaliger Regierender Bürgermeister von Berlin Intendant. Fellhauer wurde am 1. Juli 1987 dessen Nachfolger als Intendant der Deutschen Welle.
Unter seiner Ägide wird das englische Programm von DW-RADIO aus den Länderredaktionen Afrika, Asien und Nordamerika zu einer neuen Redaktion zusammengefasst. Zum selben Zeitpunkt startet DW-TV die Magazine Schauplatz Deutschland und das englischsprachige Pendant Germany live. Dieter Weirich trat 1989 die Amtsnachfolge an.

## Ehrungen
- 1978: Verdienstkreuz am Bande der Bundesrepublik Deutschland
- 1983: Verdienstkreuz 1. Klasse der Bundesrepublik Deutschland